# آندي تيريو
آندي تيريو (بالإنجليزية: Andy Minh Trieu)‏ هو ممثل أسترالي، ولد في 10 ديسمبر 1984 في أستراليا.

## أعمال

### أفلام
- (2010) غدا

## وصلات خارجية
- آندي تيريو على موقع IMDb (الإنجليزية)